# Hamzah Saleh
Hamzah Saleh (arabisch حمزة محمد صالح, DMG Ḥamza Muḥammad Ṣāliḥ; * 19. April 1967) ist ein ehemaliger saudi-arabischer Fußballspieler.

## Karriere

### Klub
Er begann seine Karriere in der Saison 1990/91 bei al-Ahli, wo er auch bis zur Saison 1999/2000 verblieb. Sein einziger Titelgewinn mit diesem Klub war in der Saison 1997/98 ein Pokalsieg. Zur Saison 2000/01 wechselte er dann noch einmal weiter zu al-Ansar, ehe er dann zur Saison 2002/03 zum Ohod Club ging. Nach der Spielzeit 2005/06 beendete er dann seine Karriere.

### Nationalmannschaft
Seinen ersten bekannten Einsatz für die saudi-arabische Nationalmannschaft hatte er am 1. Dezember 1990 bei einer 0:1-Niederlage gegen die Vereinigten Arabischen Emirate während des Golfpokals 1992. Hier wurde er in der 70. Minute beim Stand von 0:0 für Khaled al-Hazaa eingewechselt. Es folgten weitere Freundschaftsspiele sowie ein Qualifikationsspiel für die Weltmeisterschaft 1994. Er stand dann auch im Kader in der Endrunde, wo er in zwei Gruppenspielen sowie dem Viertelfinale eingesetzt wurde. Nach diesem Turnier kam er dann auch noch beim Golfpokal 1994 zum Einsatz.
In der nächsten Zeit wurden dann die Einsätze wieder weniger. Beim König-Fahd-Pokal 1995 wurde er dann noch in einem Gruppenspiel aufgeboten. Im Jahr der Weltmeisterschaft 1998, kam er dann wieder vermehrt in Freundschaftsspielen zum Einsatz und erhielt bei der Endrunde im Sommer bei jedem Gruppenspiel Einsatzzeit. Nach diesem Turnier beendete er dann auch seine Karriere in der Nationalmannschaft.